# Áustria no Festival Eurovisão da Canção
A Áustria participou no Festival Eurovisão da Canção 56 vezes desde sua estreia em 1957, tendo estado ausente 11 vezes: em 1969, 1970, 1973, 1974, 1975, 1998, 2001, 2006, 2008, 2009 e em 2010.

## Galeria

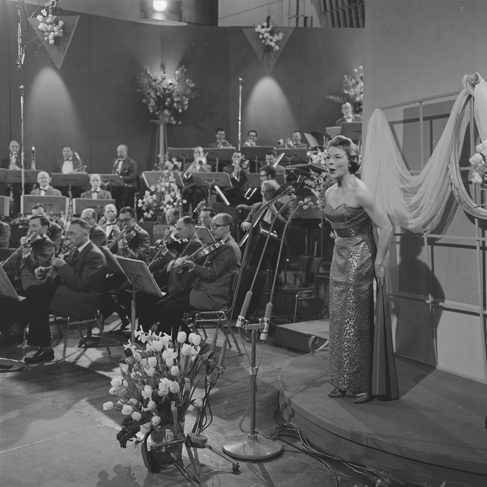
Liane Augustin em Hilversum (1958)
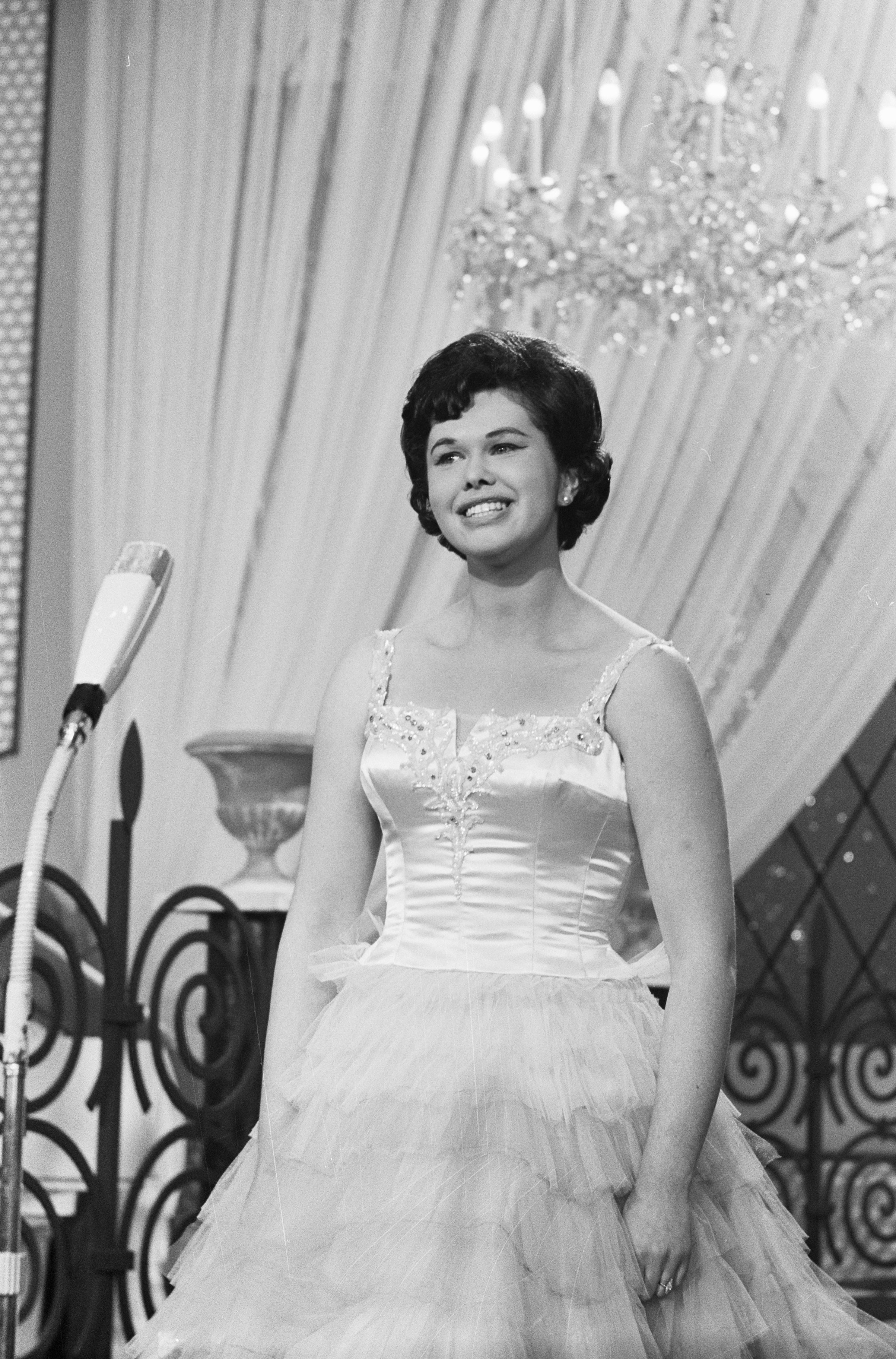
Eleonore Schwarz em Luxemburgo (1962)
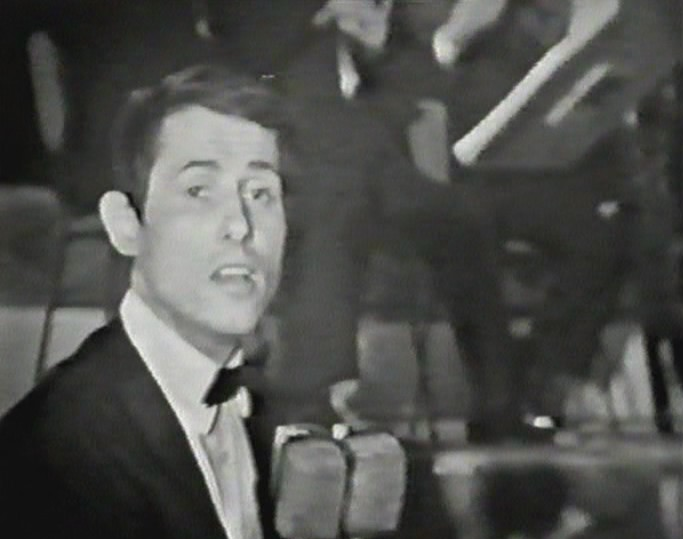
Udo Jürgens em Nápoles (1965)
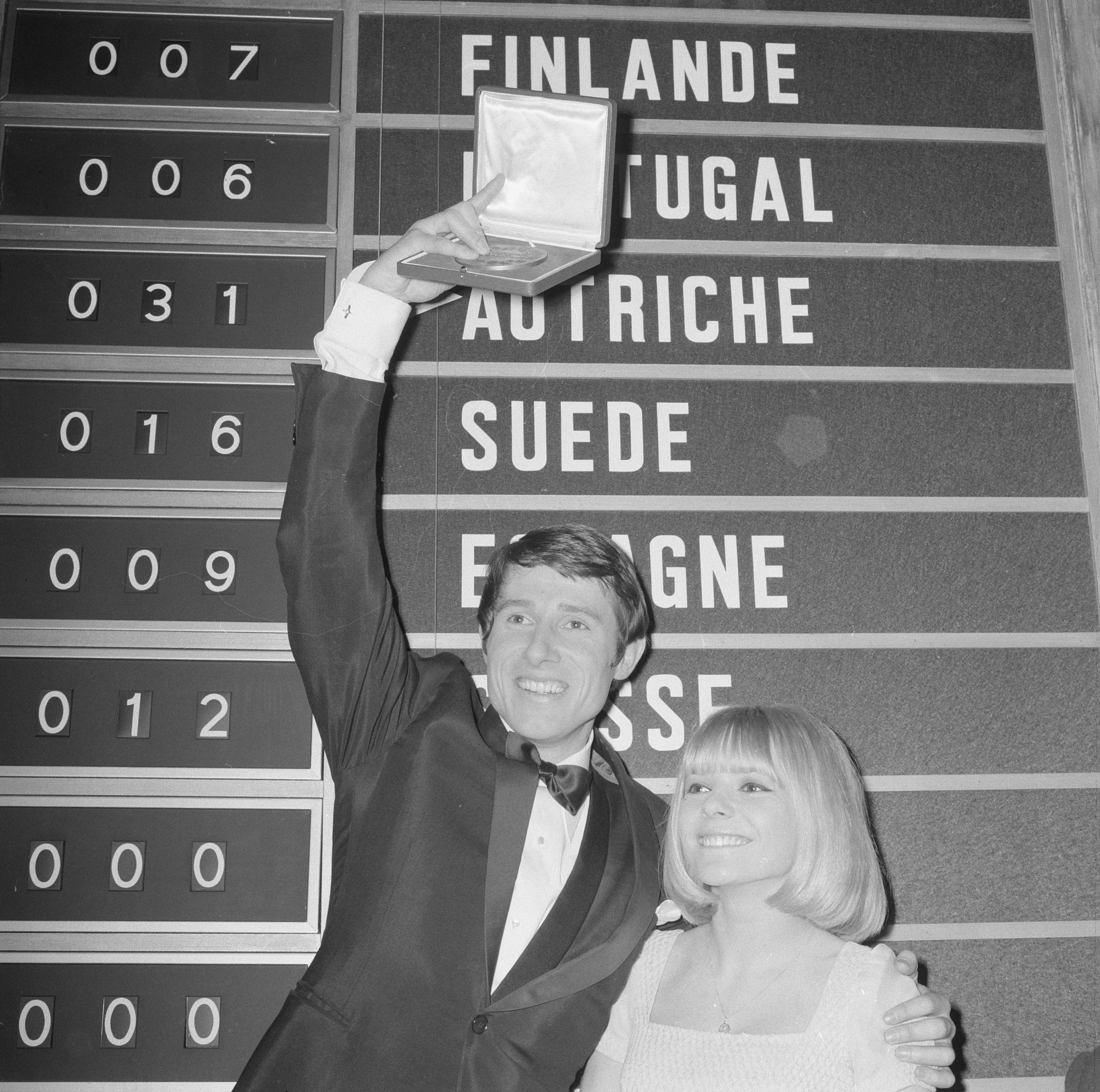
Udo Jürgens em Luxemburgo (1965)
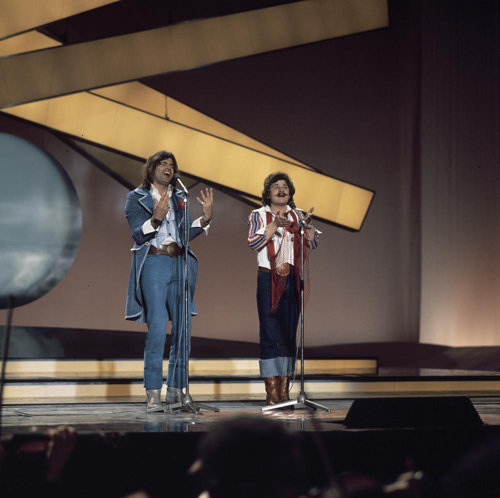
Waterloo & Robinson em Haia (1976)
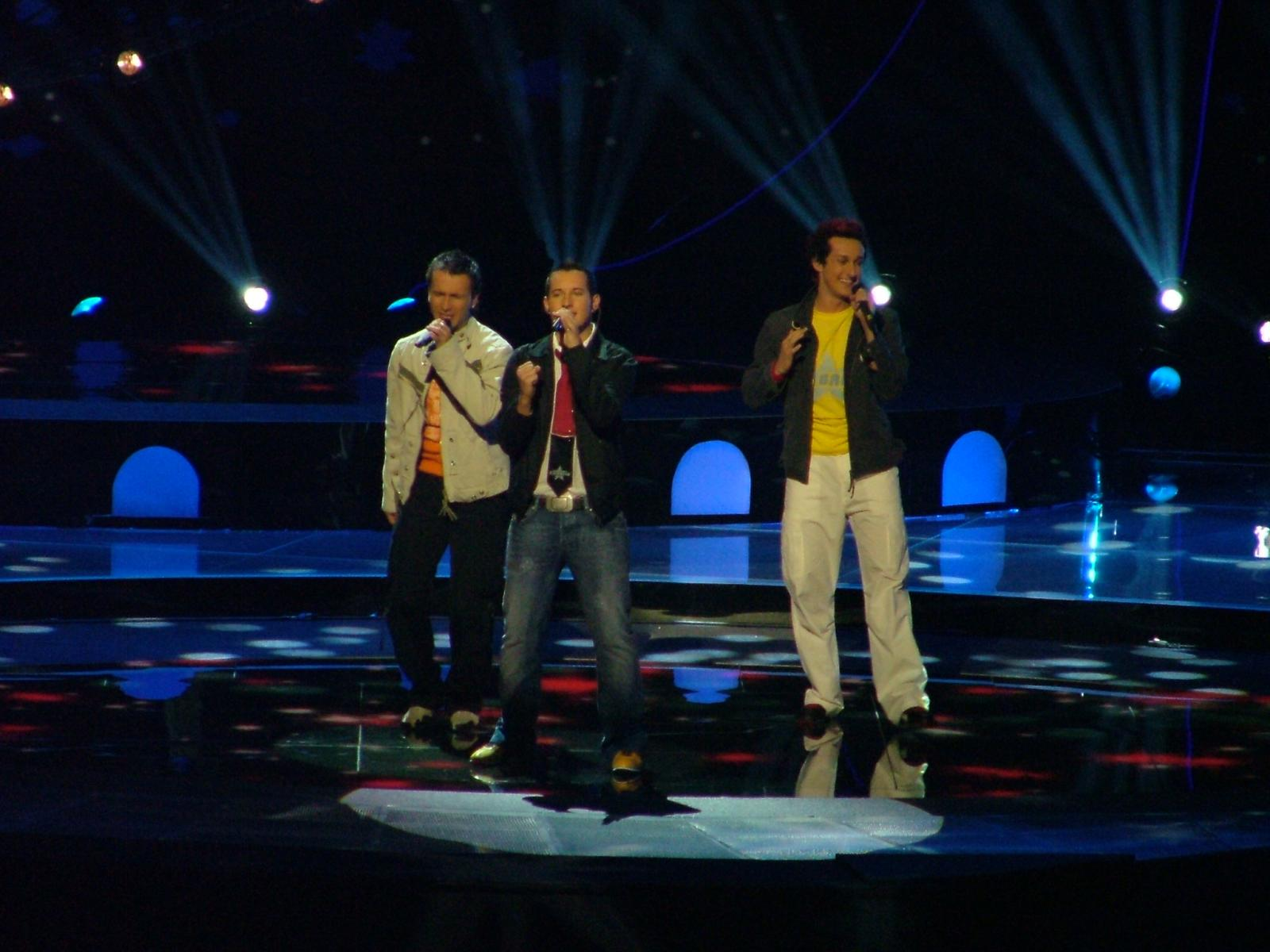
Tie Break em Istambul 2004)
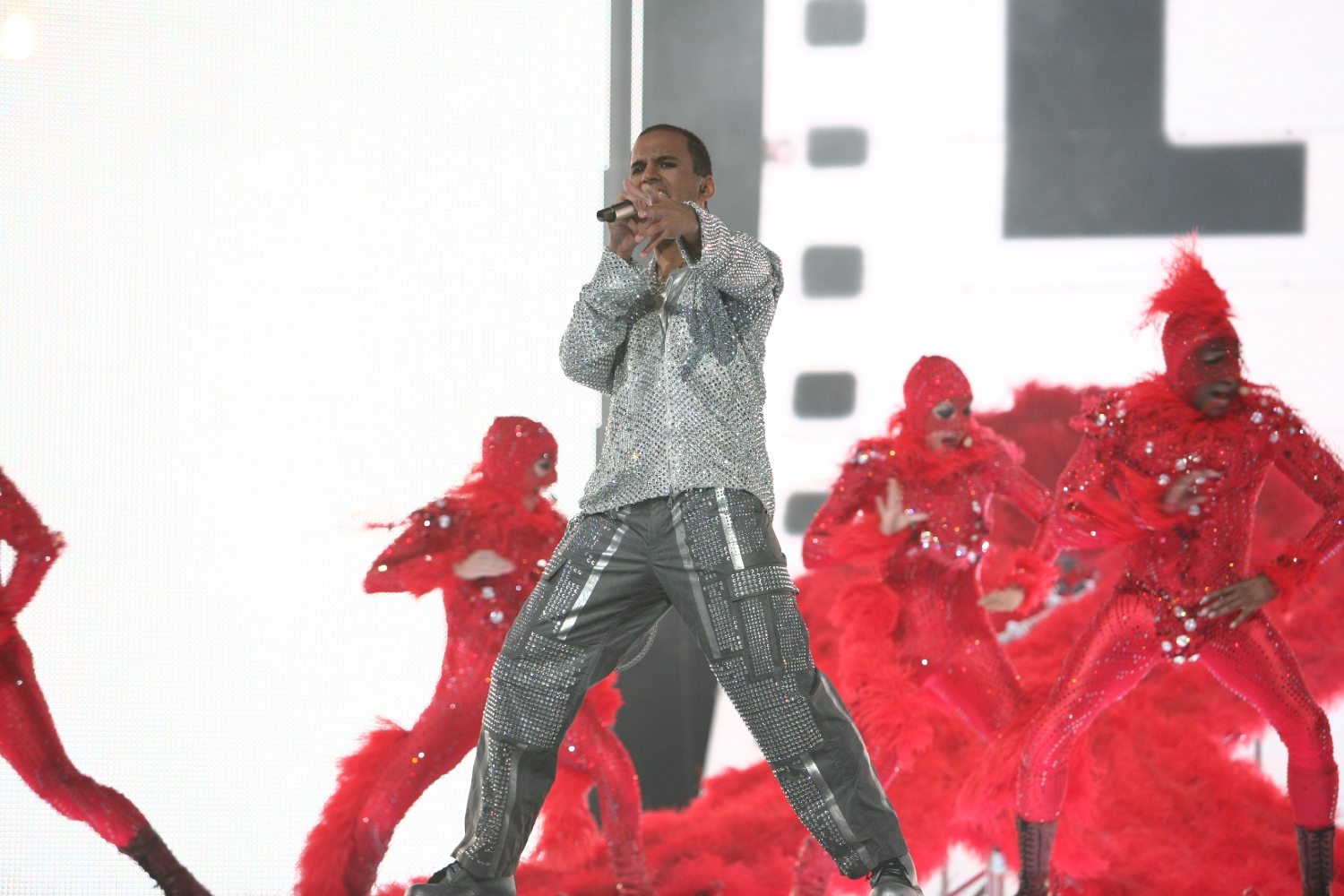
Eric Papilaya em Helsínquia (2007)
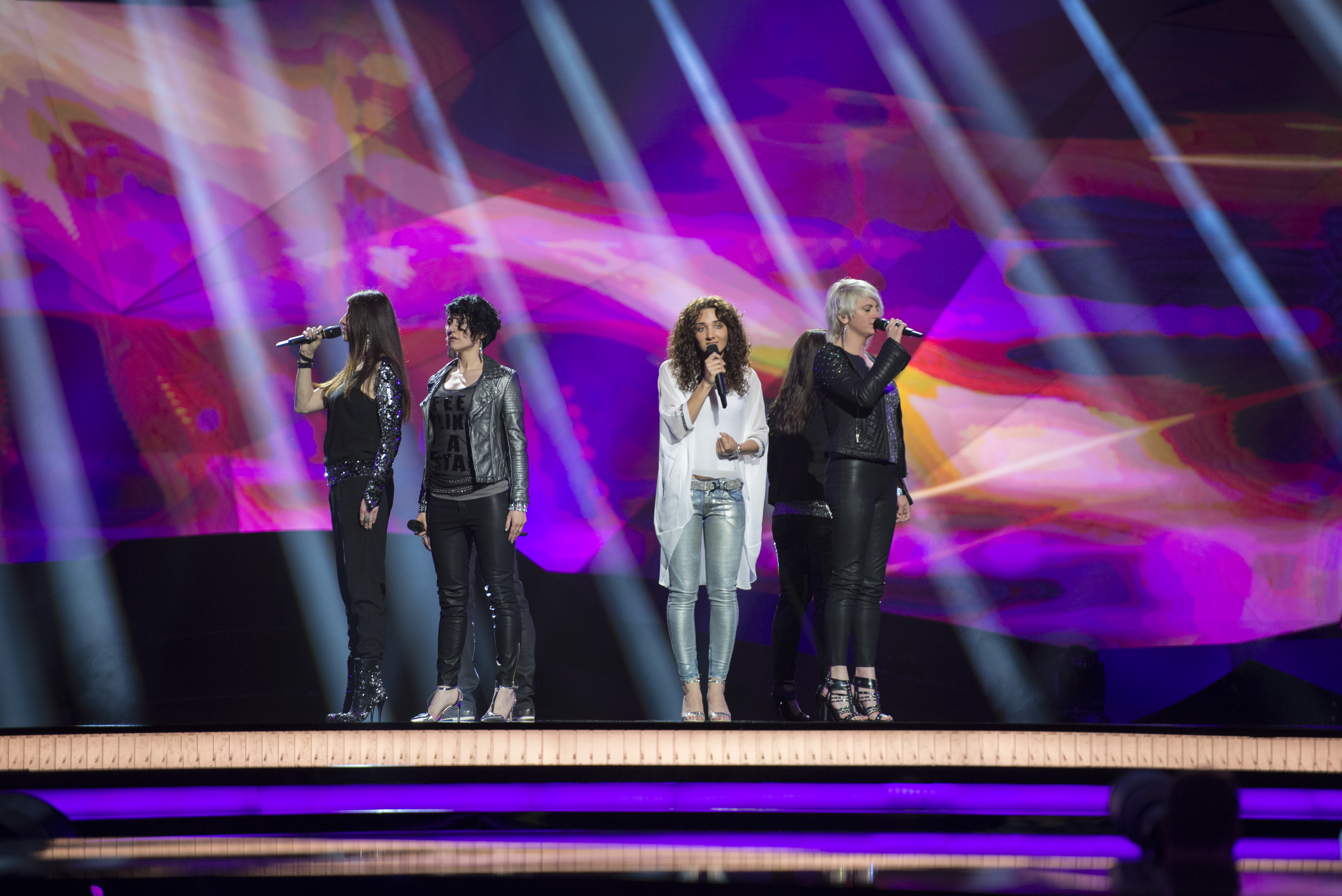
Natália Kelly em Malmö (2013)
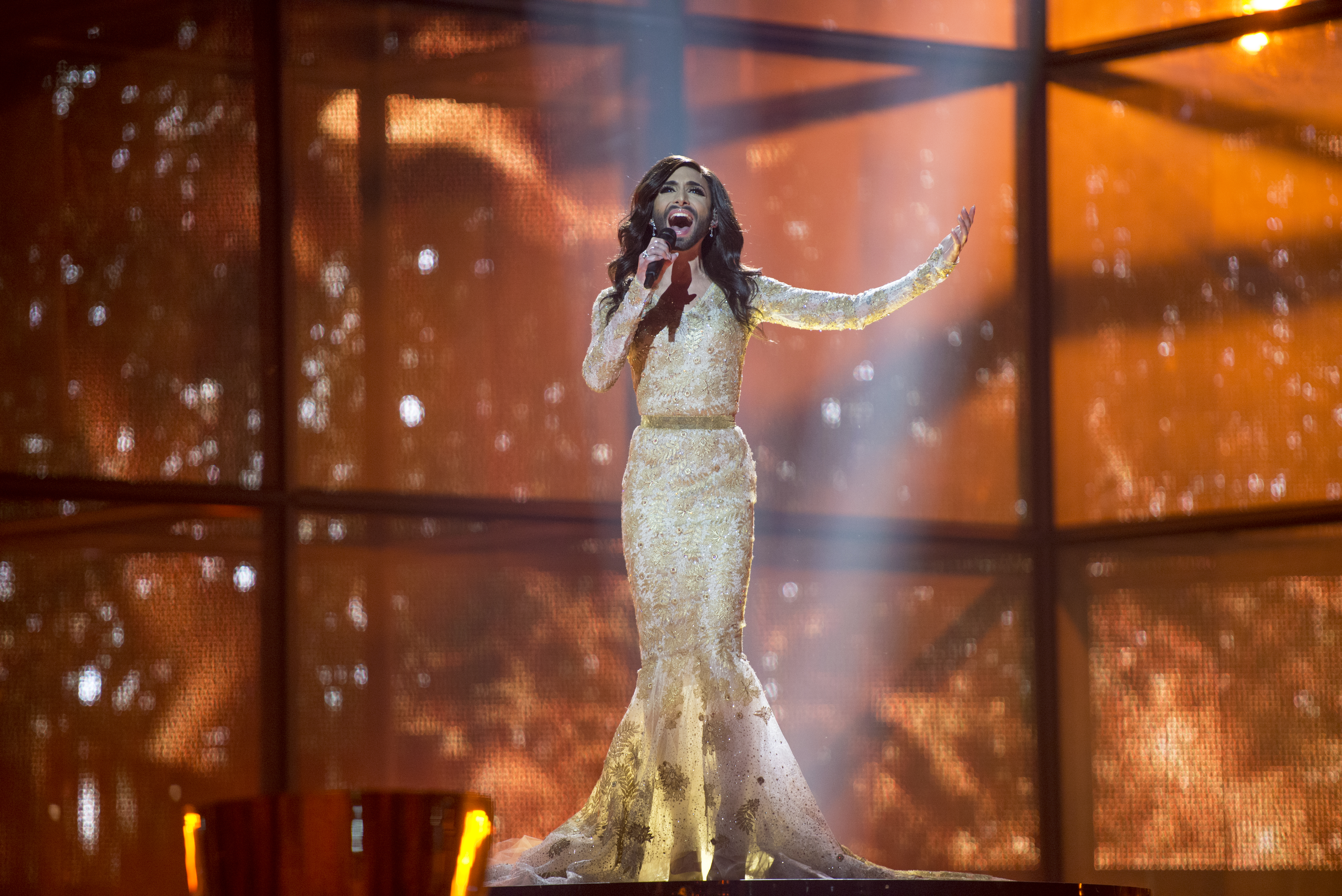
Conchita Wurst em Copenhaga (2014)
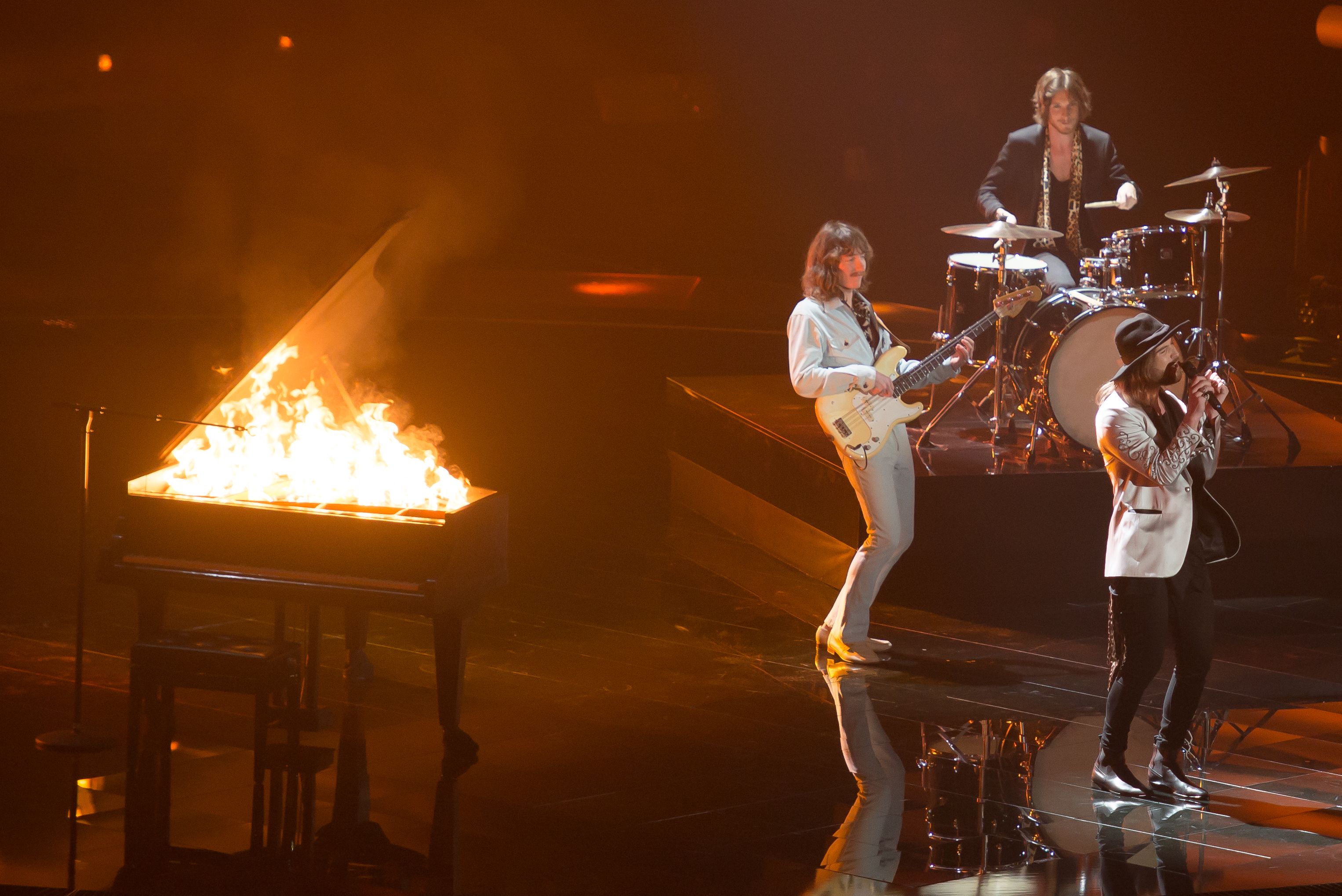
The Makemakes em Viena (2015)
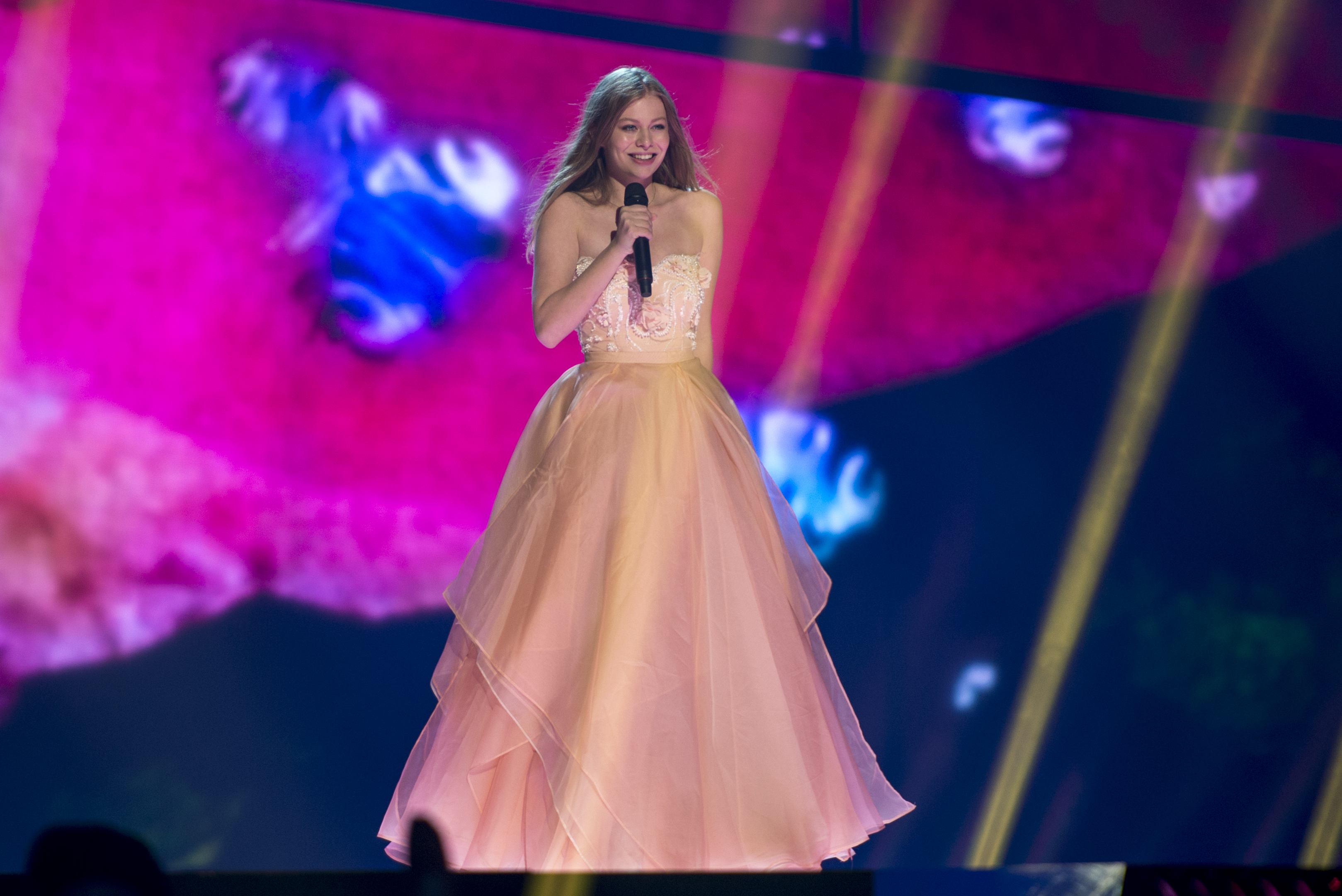
Zoë em Estocolmo (2016)
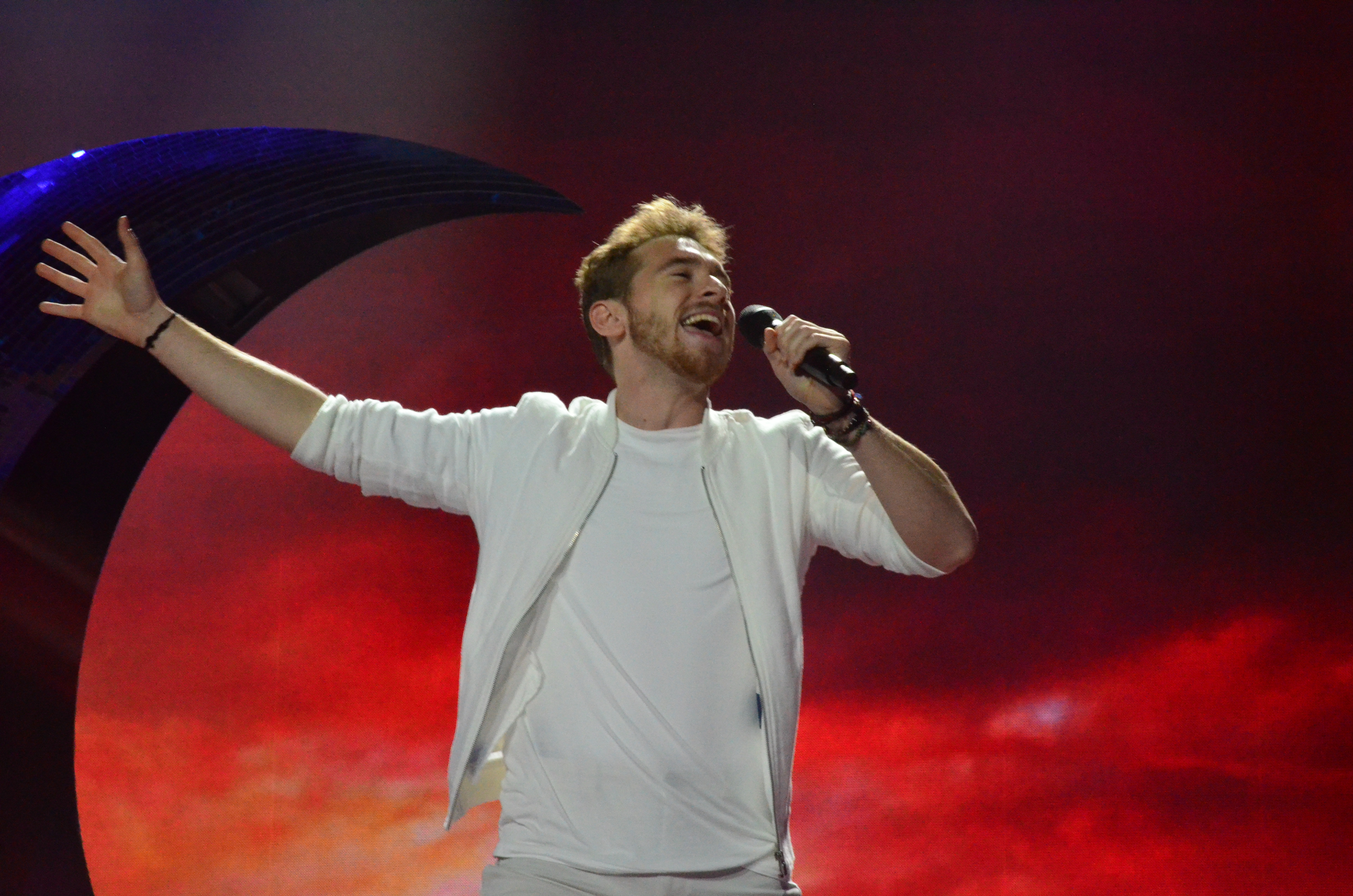
Nathan Trent em Kiev (2017)
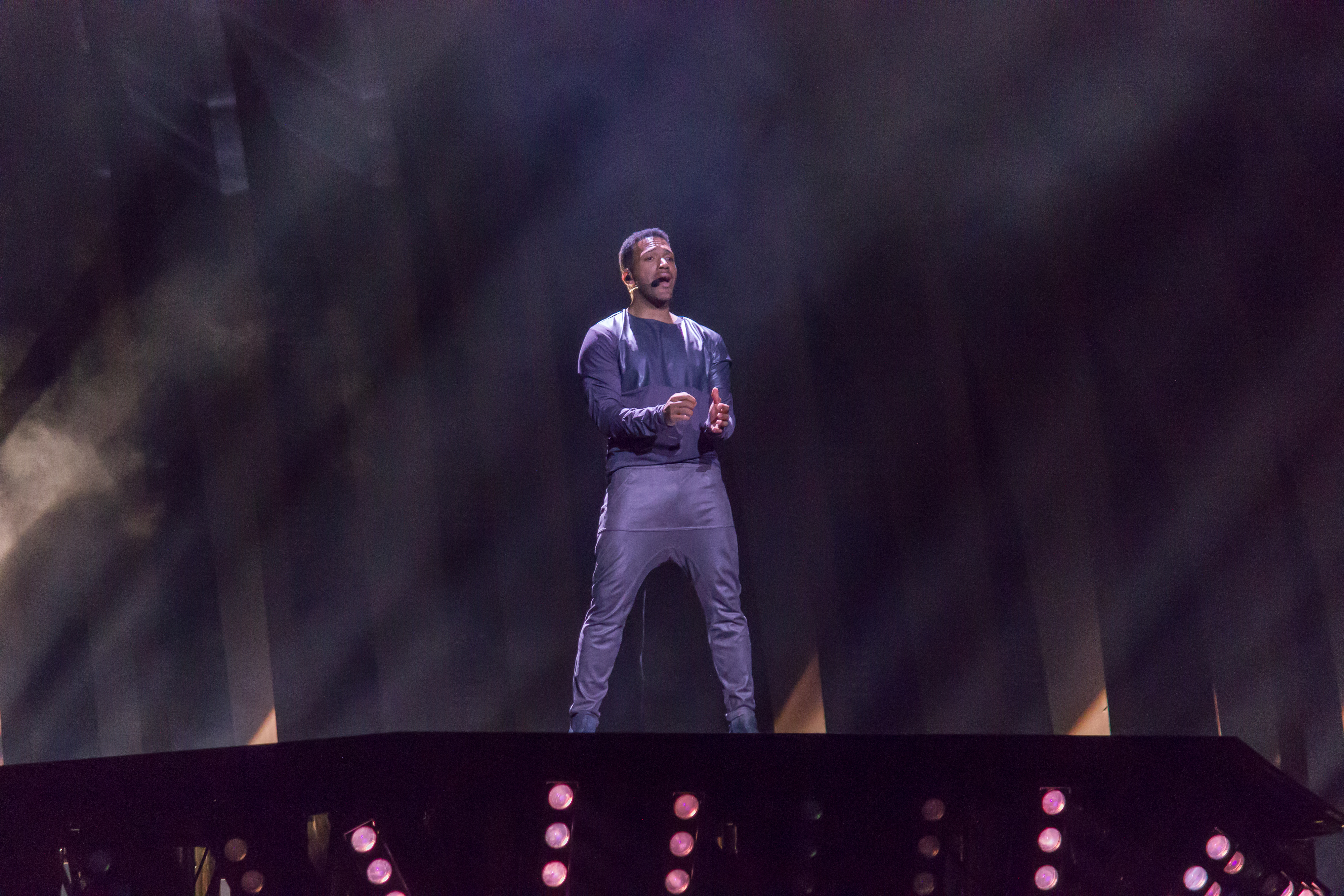
César Sampson em Lisboa (2018)
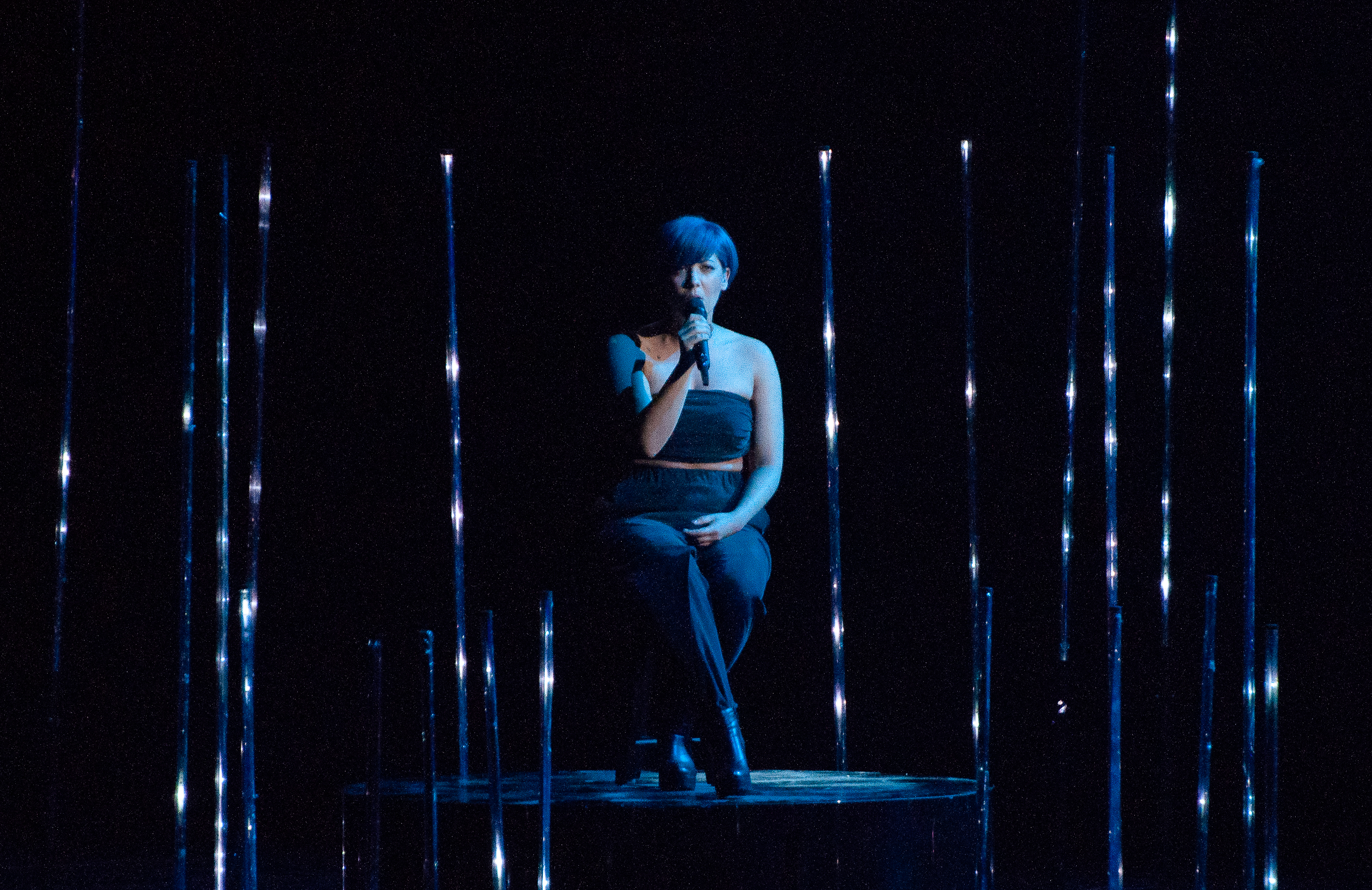
Paenda em Tel Aviv (2019)

## Participações
Legenda
     Vencedor
     2.º lugar
     3.º lugar
     Pontuação Nula ("Null Points")/Último Lugar
     Melhor classificação (fora do top 3)
     Qualificação para a final (fora do top 3)
     País-anfitrião
     Desclassificado
| #                                | Ano             | Artista               | Canção                                                                      | Língua            | Final                    | Pontos                   | Semi                        | Pontos                      |
| -------------------------------- | --------------- | --------------------- | --------------------------------------------------------------------------- | ----------------- | ------------------------ | ------------------------ | --------------------------- | --------------------------- |
| 1º                               | Frankfurt 1957  | Bob Martin            | "Wohin, Kleines Pony?" Onde, pequeno ponei?                                 | Alemão            | 10º                      | 3                        | Sem Semi-Finais             | Sem Semi-Finais             |
| 2º                               | Hilversum 1958  | Liane Augustin        | "Die ganze Welt braucht Liebe" Todo o Mundo Precisa de Amor                 | Alemão            | 5º                       | 8                        | Sem Semi-Finais             | Sem Semi-Finais             |
| 3º                               | Cannes 1959     | Ferry Graf            | "Der K und K Kalypso aus Wien" O K e K Calipso de Viena                     | Alemão            | 9º                       | 4                        | Sem Semi-Finais             | Sem Semi-Finais             |
| 4º                               | Londres 1960    | Harry Winter          | "Du hast mich so fasziniert" Tu Fascinas-me Tanto                           | Alemão            | 7º                       | 6                        | Sem Semi-Finais             | Sem Semi-Finais             |
| 5º                               | Cannes 1961     | Jimmy Makulis         | "Sehnsucht" Desejo                                                          | Alemão            | 15º                      | 1                        | Sem Semi-Finais             | Sem Semi-Finais             |
| 6º                               | Luxemburgo 1962 | Eleonore Schwarz      | "Nur in der Wiener Luft" Apenas no ar de Viena                              | Alemão            | 13º                      | 0                        | Sem Semi-Finais             | Sem Semi-Finais             |
| 7º                               | Londres 1963    | Carmela Corren        | "Vielleicht geschieht ein Wunder" Talvez um milagre vá acontecer            | Alemão & Inglês   | 7º                       | 16                       | Sem Semi-Finais             | Sem Semi-Finais             |
| 8º                               | Copenhaga 1964  | Udo Jürgens           | "Warum nur warum?" Apenas, porquê, porquê?                                  | Alemão            | 6º                       | 11                       | Sem Semi-Finais             | Sem Semi-Finais             |
| 9º                               | Nápoles 1965    | Udo Jürgens           | "Sag ihr, ich laß sie grüßen" Diz-lhe que lhe envio os meus afetos          | Alemão            | 4º                       | 16                       | Sem Semi-Finais             | Sem Semi-Finais             |
| 10º                              | Luxemburgo 1966 | Udo Jürgens           | "Merci, Chérie" Obrigado, querida                                           | Alemão            | 1º                       | 31                       | Sem Semi-Finais             | Sem Semi-Finais             |
| 11º                              | Viena 1967      | Peter Horton          | "Warum es hunderttausend Sterne gibt" Porque é que existem 100.000 estrelas | Alemão            | 14º                      | 2                        | Sem Semi-Finais             | Sem Semi-Finais             |
| 12º                              | Londres 1968    | Karel Gott            | "Tausend fenster" Milhares de janelas                                       | Alemão            | 13º                      | 2                        | Sem Semi-Finais             | Sem Semi-Finais             |
| Não participou entre 1969 e 1970 |                 |                       |                                                                             |                   |                          |                          | Sem Semi-Finais             | Sem Semi-Finais             |
| 13º                              | Dublin 1971     | Marianne Mendt        | "Musik" Música                                                              | Alemão vienense   | 16º                      | 66                       | Sem Semi-Finais             | Sem Semi-Finais             |
| 14º                              | Edinburgo 1972  | Milestones            | "Falter im Wind" Borboleta no Vento                                         | Alemão            | 5º                       | 100                      | Sem Semi-Finais             | Sem Semi-Finais             |
| Não participou entre 1973 e 1975 |                 |                       |                                                                             |                   |                          |                          | Sem Semi-Finais             | Sem Semi-Finais             |
| 15º                              | Haia 1976       | Waterloo & Robinson   | "My Little World" O meu pequeno mundo                                       | Inglês            | 5º                       | 80                       | Sem Semi-Finais             | Sem Semi-Finais             |
| 16º                              | Londres 1977    | Schmetterlinge        | "Boom Boom Boomerang"                                                       | Alemão & Inglês   | 17º                      | 11                       | Sem Semi-Finais             | Sem Semi-Finais             |
| 17º                              | Paris 1978      | Springtime            | "Mrs. Caroline Robinson"                                                    | Alemão            | 15º                      | 14                       | Sem Semi-Finais             | Sem Semi-Finais             |
| 18º                              | Jerusalém 1979  | Christina Simon       | "Heute in Jerusalem" Hoje em Jerusalém                                      | Alemão            | 18º                      | 5                        | Sem Semi-Finais             | Sem Semi-Finais             |
| 19º                              | Haia 1980       | Blue Danube           | "Du bist musik" Tu és música                                                | Alemão            | 8º                       | 64                       | Sem Semi-Finais             | Sem Semi-Finais             |
| 20º                              | Dublin 1981     | Marty Brem            | "Wenn du da bist" Quando estás aqui                                         | Alemão            | 17º                      | 20                       | Sem Semi-Finais             | Sem Semi-Finais             |
| 21º                              | Harrogate 1982  | Mess                  | "Sonntag" Domingo                                                           | Alemão            | 9º                       | 57                       | Sem Semi-Finais             | Sem Semi-Finais             |
| 22º                              | Munique 1983    | Westend               | "Hurricane" Furacão                                                         | Alemão            | 9º                       | 53                       | Sem Semi-Finais             | Sem Semi-Finais             |
| 23º                              | Luxemburgo 1984 | Anita                 | "Einfach weg" Simplesmente ausente                                          | Alemão            | 19º                      | 5                        | Sem Semi-Finais             | Sem Semi-Finais             |
| 24º                              | Gotemburgo 1985 | Gary Lux              | "Kinder dieser Welt" Crianças deste mundo                                   | Alemão            | 8º                       | 60                       | Sem Semi-Finais             | Sem Semi-Finais             |
| 25º                              | Bergen 1986     | Timna Brauer          | "Die Zeit ist einsam" O tempo sente-se sozinho                              | Alemão            | 18º                      | 12                       | Sem Semi-Finais             | Sem Semi-Finais             |
| 26º                              | Bruxelas 1987   | Gary Lux              | "Nur noch Gefühl" Apenas sentimentos                                        | Alemão            | 20º                      | 8                        | Sem Semi-Finais             | Sem Semi-Finais             |
| 27º                              | Dublin 1988     | Wilfried              | "Lisa Mona Lisa"                                                            | Alemão            | 21º                      | 0                        | Sem Semi-Finais             | Sem Semi-Finais             |
| 28º                              | Lausanne 1989   | Thomas Forstner       | "Nur ein Lied" Só uma canção                                                | Alemão            | 5º                       | 97                       | Sem Semi-Finais             | Sem Semi-Finais             |
| 29º                              | Zagreb 1990     | Simone Stelzer        | "Keine Mauern mehr" Muros nunca mais                                        | Alemão            | 10º                      | 58                       | Sem Semi-Finais             | Sem Semi-Finais             |
| 30º                              | Roma 1991       | Thomas Forstner       | "Venedig im Regen" Veneza debaixo de chuva                                  | Alemão            | 22º                      | 0                        | Sem Semi-Finais             | Sem Semi-Finais             |
| 31º                              | Malmö 1992      | Tony Wegas            | "Zusammen geh'n" Vamos juntos                                               | Alemão            | 10º                      | 63                       | Sem Semi-Finais             | Sem Semi-Finais             |
| 32º                              | Millstreet 1993 | Tony Wegas            | "Maria Magdalena"                                                           | Alemão            | 14º                      | 32                       | Kvalifikacija za Millstreet | Kvalifikacija za Millstreet |
| 33º                              | Dublin 1994     | Petra Frey            | "Für den Frieden der Welt" Para a paz no Mundo                              | Alemão            | 17º                      | 19                       | Sem Semi-finais             | Sem Semi-finais             |
| 34º                              | Dublin 1995     | Stella Jones          | "Die Welt dreht sich verkehrt" O mundo segue pelo caminho errado            | Alemão            | 13º                      | 67                       | Sem Semi-finais             | Sem Semi-finais             |
| 35º                              | Oslo 1996       | George Nussbaumer     | "Weil's dr guat got" Porque te sentes bem                                   | Voralberguês      | 10º                      | 68                       | 6º                          | 80                          |
| 36º                              | Dublin 1997     | Bettina Soriat        | "One Step" Um passo                                                         | Alemão            | 21º                      | 12                       | Sem Semi-finais             | Sem Semi-finais             |
|                                  | Birmingham 1998 | Não participou        | Não participou                                                              | Não participou    | Não participou           | Não participou           | Sem Semi-finais             | Sem Semi-finais             |
| 37º                              | Jerusalém 1999  | Bobbie Singer         | "Reflection" Reflexo                                                        | Inglês            | 10º                      | 65                       | Sem Semi-finais             | Sem Semi-finais             |
| 38º                              | Estocolmo 2000  | The Rounder Girls     | "All To You" Tudo para Ti                                                   | Inglês            | 14º                      | 34                       | Sem Semi-finais             | Sem Semi-finais             |
|                                  | Copenhaga 2001  | Não participou        | Não participou                                                              | Não participou    | Não participou           | Não participou           | Sem Semi-finais             | Sem Semi-finais             |
| 39º                              | Tallinn 2002    | Manuel Ortega         | "Say a Word" Diz uma palavra                                                | Inglês            | 18º                      | 26                       | Sem Semi-finais             | Sem Semi-finais             |
| 40º                              | Riga 2003       | Alf Poier             | "Weil der Mensch zählt" O homem é a medida de todas as coisas               | Bávaro            | 6º                       | 101                      | Sem Semi-finais             | Sem Semi-finais             |
| 41º                              | Istambul 2004   | Tie Break             | "Du bist" Tu és                                                             | Alemão            | 21º                      | 9                        | Top 11 no ano anterior      | Top 11 no ano anterior      |
| 42º                              | Kiev 2005       | Global Kryner         | "Y así" E assim                                                             | Inglês & Espanhol | Não se qualificou        | Não se qualificou        | 21º                         | 30                          |
|                                  | Atenas 2006     | Não participou        | Não participou                                                              | Não participou    | Não participou           | Não participou           | Não participou              | Não participou              |
| 43º                              | Helsínquia 2007 | Eric Papilaya         | "Get a life, get alive" Arranja uma vida, vive                              | Inglês            | Não se qualificou        | Não se qualificou        | 27º                         | 4                           |
| Não participou entre 2008 e 2010 |                 |                       |                                                                             |                   |                          |                          |                             |                             |
| 44º                              | Düsseldorf 2011 | Nadine Beiler         | "The Secret Is Love" O Segredo é Amor                                       | Inglês            | 18º                      | 64                       | 7º                          | 69                          |
| 45º                              | Baku 2012       | Trackshittaz          | "Woki mit deim Popo"                                                        | Mühlviertlerisch  | Não se qualificou        | Não se qualificou        | 18º                         | 8                           |
| 46º                              | Malmö 2013      | Natália Kelly         | "Shine" Brilhar                                                             | Inglês            | Não se qualificou        | Não se qualificou        | 14º                         | 27                          |
| 47º                              | Copenhaga 2014  | Conchita Wurst        | "Rise Like a Phoenix" Erguer como uma Fénix                                 | Inglês            | 1º                       | 290                      | 1º                          | 169                         |
| 48º                              | Viena 2015      | The Makemakes         | "I Am Yours" Eu sou teu                                                     | Inglês            | 26º                      | 0                        | País Anfitrião              | País Anfitrião              |
| 49º                              | Estocolmo 2016  | Zoë                   | "Loin d'ici" Longe daqui                                                    | Francês           | 13º                      | 151                      | 7º                          | 170                         |
| 50º                              | Kiev 2017       | Nathan Trent          | "Running on Air" Correndo no ar                                             | Inglês            | 16º                      | 93                       | 7º                          | 147                         |
| 51º                              | Lisboa 2018     | César Sampson         | "Nobody but You" Ninguém além de ti                                         | Inglês            | 3º                       | 342                      | 4º                          | 231                         |
| 52º                              | Tel Aviv 2019   | Paenda                | "Limits" Limites                                                            | Inglês            | Não se qualificou        | Não se qualificou        | 17º                         | 21                          |
|                                  | Roterdão 2020   | Vincent Bueno         | "Alive" Vivo                                                                | Inglês            | A edição não se realizou | A edição não se realizou | A edição não se realizou    | A edição não se realizou    |
| 53º                              | Roterdão 2021   | Vincent Bueno         | "Amen"                                                                      | Inglês            | Não se qualificou        | Não se qualificou        | 12º                         | 66                          |
| 54º                              | Turim 2022      | Lumix feat. Pia Maria | "Halo" Olá                                                                  | Inglês            | Não se qualificou        | Não se qualificou        | 15º                         | 42                          |
| 55º                              | Liverpool 2023  | Teya & Salena         | "Who the Hell Is Edgar?" Quem é o Edgar?                                    | Inglês & Italiano | 15º                      | 120                      | 2º                          | 137                         |
| 56º                              | Malmö 2024      | Kaleen                | "We Will Rave" Iremos festejar                                              | Inglês            | 24º                      | 24                       | 9º                          | 46                          |
| 57º                              | Basileia 2025   | JJ                    | "Wasted Love" Amor desperdiçado                                             | Inglês            | 1º                       | 436                      | 5º                          | 104                         |

| Ano             | Artista               | Canção                   | Final             | Final             | Final             | Final             | Final             | Final             | Semi            | Semi            | Semi            | Semi            | Semi           | Semi           |
| Ano             | Artista               | Canção                   | Tlv.              | Pontos            | Júri              | Pontos            | Cl.               | Pontos            | Tlv.            | Pontos          | Júri            | Pontos          | Cl.            | Pontos         |
| --------------- | --------------------- | ------------------------ | ----------------- | ----------------- | ----------------- | ----------------- | ----------------- | ----------------- | --------------- | --------------- | --------------- | --------------- | -------------- | -------------- |
| Düsseldorf 2011 | Nadine Beiler         | "The Secret Is Love"     | 24º               | 25                | 5º                | 145               | 18º               | 64                | 10º             | 52              | 4º              | 95              | 7º             | 69             |
| Baku 2012       | Trackshittaz          | "Woki mit deim Popo"     | Não se qualificou | Não se qualificou | Não se qualificou | Não se qualificou | Não se qualificou | Não se qualificou | 17º             | 15              | 17º             | 27              | 18º            | 8              |
| Malmö 2013      | Natália Kelly         | "Shine"                  | Não se qualificou | Não se qualificou | Não se qualificou | Não se qualificou | Não se qualificou | Não se qualificou | 15º             | 12.33           | 5º              | 6.32            | 14º            | 27             |
| Copenhaga 2014  | Conchita Wurst        | "Rise Like a Phoenix"    | 1º                | 311               | 1º                | 224               | 1º                | 290               | 1º              | 165             | 1º              | 138             | 1º             | 169            |
| Viena 2015      | The Makemakes         | "I Am Yours"             | 27º               | 0                 | 15º               | 40                | 26º               | 0                 | País Anfitrião  | País Anfitrião  | País Anfitrião  | País Anfitrião  | País Anfitrião | País Anfitrião |
| Estocolmo 2016  | Zoë                   | "Loin d'ici"             | 8º                | 120               | 24º               | 31                | 13º               | 151               | 2º              | 133             | 11º             | 37              | 7º             | 170            |
| Kiev 2017       | Nathan Trent          | "Running on Air"         | 26º               | 0                 | 11º               | 93                | 16º               | 93                | 14º             | 32              | 4º              | 115             | 7º             | 147            |
| Lisboa 2018     | César Sampson         | "Nobody but You"         | 13º               | 71                | 1º                | 271               | 3º                | 342               | 5º              | 116             | 2º              | 115             | 4º             | 231            |
| Tel Aviv 2019   | Paenda                | "Limits"                 | Não se qualificou | Não se qualificou | Não se qualificou | Não se qualificou | Não se qualificou | Não se qualificou | 18º             | 0               | 16º             | 21              | 17º            | 21             |
| Roterdão 2021   | Vincent Bueno         | "Amen"                   | Não se qualificou | Não se qualificou | Não se qualificou | Não se qualificou | Não se qualificou | Não se qualificou | 15º             | 13              | 11º             | 53              | 12º            | 66             |
| Turim 2022      | Lumix feat. Pia Maria | "Halo"                   | Não se qualificou | Não se qualificou | Não se qualificou | Não se qualificou | Não se qualificou | Não se qualificou | 11º             | 36              | 17º             | 6               | 15º            | 42             |
| Liverpool 2023  | Teya & Salena         | "Who the Hell Is Edgar?" | 22º               | 16                | 8º                | 104               | 15º               | 120               | Apenas televoto | Apenas televoto | Apenas televoto | Apenas televoto | 2º             | 137            |
| Malmö 2024      | Kaleen                | "We Will Rave"           | 23º               | 5                 | 20º               | 19                | 24º               | 24                | Apenas televoto | Apenas televoto | Apenas televoto | Apenas televoto | 9º             | 46             |
| Basileia 2025   | JJ                    | "Wasted Love"            | 4º                | 178               | 1º                | 258               | 1º                | 436               | Apenas televoto | Apenas televoto | Apenas televoto | Apenas televoto | 5º             | 104            |

## Apresentadores

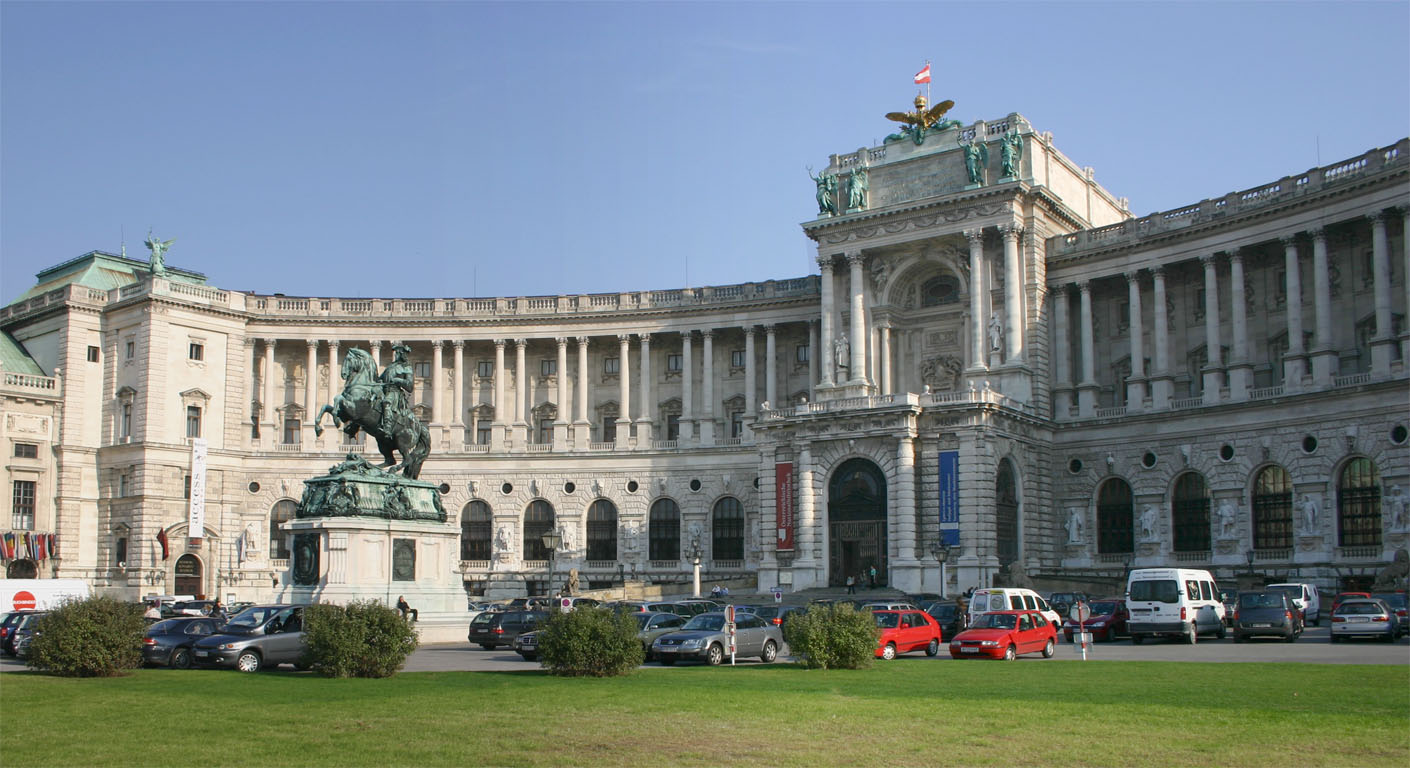
Palácio Imperial de Hofburg em Viena, sede do Festival Eurovisão da Canção 1967
Wiener Stadthalle em Viena, sede do Festival Eurovisão da Canção 2015

| Ano  | Local | Local                       | Apresentador(es)                                        |
| ---- | ----- | --------------------------- | ------------------------------------------------------- |
| 1967 | Viena | Palácio Imperial de Hofburg | Erica Vaal                                              |
| 2015 | Viena | Wiener Stadthalle           | Mirjam Weichselbraun, Alice Tumler e Arabella Kiesbauer |

## Comentadores e porta-vozes
| Ano(s) | Comentador televisivos | Comentador de rádio              | Votação               | Votação          | Votação        | Votação                      |
| Ano(s) | Comentador televisivos | Comentador de rádio              | Porta-voz             | Idioma utilizado | Cidade         | Plano de fundo               |
| ------ | ---------------------- | -------------------------------- | --------------------- | ---------------- | -------------- | ---------------------------- |
| 1956   | Wolf Mittler           | Sem transmissão na rádio         | Não participou        | Não participou   | Não participou | Não participou               |
| 1957   | Emil Kollpacher        | Sem transmissão na rádio         | Karl Bruck            | Alemão           | Viena          | Nenhum                       |
| 1958   | Emil Kollpacher        | Sem transmissão na rádio         | Karl Bruck            | Inglês           | Viena          | Nenhum                       |
| 1959   | Emil Kollpacher        | Sem transmissão na rádio         | Karl Bruck            | Inglês           | Viena          | Nenhum                       |
| 1960   | Emil Kollpacher        | Sem transmissão na rádio         | Desconhecido          | Inglês           | Viena          | Nenhum                       |
| 1961   | Emil Kollpacher        | Sem transmissão na rádio         | Desconhecido          | Inglês           | Viena          | Nenhum                       |
| 1962   | Emil Kollpacher        | Sem transmissão na rádio         | Desconhecido          | Francês          | Viena          | Nenhum                       |
| 1963   | Emil Kollpacher        | Sem transmissão na rádio         | Desconhecido          | Inglês           | Viena          | Nenhum                       |
| 1964   | Emil Kollpacher        | Sem transmissão na rádio         | Desconhecido          | Inglês           | Viena          | Nenhum                       |
| 1965   | Emil Kollpacher        | Sem transmissão na rádio         | Desconhecido          | Inglês           | Viena          | Nenhum                       |
| 1966   | Emil Kollpacher        | Sem transmissão na rádio         | Desconhecido          | Inglês           | Viena          | Nenhum                       |
| 1967   | Emil Kollpacher        | Sem transmissão na rádio         | Desconhecido          | Inglês           | Viena          | Nenhum                       |
| 1968   | Emil Kollpacher        | Sem transmissão na rádio         | Desconhecido          | Inglês           | Viena          | Nenhum                       |
| 1969   | Emil Kollpacher        | Sem transmissão na rádio         | Não participou        | Não participou   | Não participou | Não participou               |
| 1970   | Ernst Grissemann       | Sem transmissão na rádio         | Não participou        | Não participou   | Não participou | Não participou               |
| 1971   | Ernst Grissemann       | Hubert Gaisbauer                 | Sem porta-voz         | Sem porta-voz    | Sem porta-voz  | Sem porta-voz                |
| 1972   | Ernst Grissemann       | Hubert Gaisbauer                 | Sem porta-voz         | Sem porta-voz    | Sem porta-voz  | Sem porta-voz                |
| 1973   | Ernst Grissemann       | Sem transmissão na rádio         | Não participou        | Não participou   | Não participou | Não participou               |
| 1974   | Ernst Grissemann       | Sem transmissão na rádio         | Não participou        | Não participou   | Não participou | Não participou               |
| 1975   | Ernst Grissemann       | Sem transmissão na rádio         | Não participou        | Não participou   | Não participou | Não participou               |
| 1976   | Ernst Grissemann       | Hubert Gaisbauer                 | Jenny Pippal          | Francês          | Viena          | Nenhum                       |
| 1977   | Ernst Grissemann       | Hubert Gaisbauer                 | Jenny Pippal          | Francês          | Viena          | Nenhum                       |
| 1978   | Ernst Grissemann       | Walter Richard Langer            | Jenny Pippal          | Francês          | Viena          | Nenhum                       |
| 1979   | Max Schautzer          | Walter Richard Langer            | Jenny Pippal          | Francês          | Viena          | Nenhum                       |
| 1980   | Ernst Grissemann       | Walter Richard Langer            | Jenny Pippal          | Francês          | Viena          | Nenhum                       |
| 1981   | Ernst Grissemann       | Walter Richard Langer            | Jenny Pippal          | Francês          | Viena          | Nenhum                       |
| 1982   | Ernst Grissemann       | Walter Richard Langer            | Tilia Herold          | Inglês           | Viena          | Nenhum                       |
| 1983   | Ernst Grissemann       | Rudolf Klausnitzer               | Tilia Herold          | Inglês           | Viena          | Nenhum                       |
| 1984   | Ernst Grissemann       | Sem transmissão na rádio         | Tilia Herold          | Inglês           | Viena          | Nenhum                       |
| 1985   | Ernst Grissemann       | Walter Richard Langer            | Chris Lohner          | Inglês           | Viena          | Nenhum                       |
| 1986   | Ernst Grissemann       | Hans Leitinger                   | Tilia Herold          | Inglês           | Viena          | Nenhum                       |
| 1987   | Ernst Grissemann       | Hans Leitinger                   | Tilia Herold          | Inglês           | Viena          | Nenhum                       |
| 1988   | Ernst Grissemann       | Hans Leitinger                   | Tilia Herold          | Inglês           | Viena          | Nenhum                       |
| 1989   | Ernst Grissemann       | Hans Leitinger                   | Tilia Herold          | Inglês           | Viena          | Nenhum                       |
| 1990   | Barbara Stöckl         | Walter Richard Langer            | Tilia Herold          | Inglês           | Viena          | Nenhum                       |
| 1991   | Herbert Dobrovolny     | Walter Richard Langer            | Gabriele Haring       | Inglês           | Viena          | Nenhum                       |
| 1992   | Ernst Grissemann       | Martin Blumenau                  | Andy Lee              | Inglês           | Viena          | Nenhum                       |
| 1993   | Ernst Grissemann       | Martin Blumenau                  | Andy Lee              | Inglês           | Viena          | Nenhum                       |
| 1994   | Ernst Grissemann       | Martin Blumenau                  | Tilia Herold          | Inglês           | Viena          | Rathaus                      |
| 1995   | Ernst Grissemann       | Stermann & Grissemann            | Tilia Herold          | Inglês           | Viena          |                              |
| 1996   | Ernst Grissemann       | Stermann & Grissemann            | Martina Rupp          | Inglês           | Viena          | Catedral de Santo Estêvão    |
| 1997   | Ernst Grissemann       | Stermann & Grissemann            | Adriana Zartl         | Inglês           | Viena          |                              |
| 1998   | Ernst Grissemann       | Stermann & Grissemann            | Não participou        | Não participou   | Não participou | Não participou               |
| 1999   | Andi Knoll             | Stermann & Grissemann            | Dodo Roščić           | Inglês           | Viena          | Catedral de Santo Estêvão    |
| 2000   | Andi Knoll             | Stermann & Grissemann            | Dodo Roščić           | Inglês           | Viena          | Prater                       |
| 2001   | Andi Knoll             | Stermann & Grissemann            | Não participou        | Não participou   | Não participou | Não participou               |
| 2002   | Andi Knoll             | Stermann & Grissemann            | Dodo Roščić           | Inglês           | Viena          | Distrito financeiro de Viena |
| 2003   | Andi Knoll             | Martin Blumenau                  | Dodo Roščić           | Inglês           | Viena          |                              |
| 2004   | Andi Knoll             | Martin Blumenau                  | Dodo Roščić           | Inglês           | Viena          |                              |
| 2005   | Andi Knoll             | Martin Blumenau                  | Dodo Roščić           | Inglês           | Viena          | Distrito financeiro de Viena |
| 2006   | Andi Knoll             | Sem transmissão na rádio         | Não participou        | Não participou   | Não participou | Não participou               |
| 2007   | Andi Knoll             | Sem transmissão na rádio         | Eva Pölzl             | Inglês           | Viena          | Distrito financeiro de Viena |
| 2008   | Andi Knoll             | Sem transmissão na rádio         | Não participou        | Não participou   | Não participou | Não participou               |
| 2009   | Benny Hörtnagl         | Sem transmissão na rádio         | Não participou        | Não participou   | Não participou | Não participou               |
| 2010   | Não transmitiu         | Sem transmissão na rádio         | Não participou        | Não participou   | Não participou | Não participou               |
| 2011   | Andi Knoll             | Martin Blumenau & Benny Hörtnagl | Katharina Bellowitsch | Inglês           | Viena          | Distrito financeiro de Viena |
| 2012   | Andi Knoll             | Stermann & Grissemann            | Katharina Bellowitsch | Inglês           | Viena          | Distrito financeiro de Viena |
| 2013   | Andi Knoll             | Sem transmissão na rádio         | Katharina Bellowitsch | Inglês           | Viena          | Distrito financeiro de Viena |
| 2014   | Andi Knoll             | Sem transmissão na rádio         | Katharina Bellowitsch | Inglês           | Viena          | Distrito financeiro de Viena |
| 2015   | Andi Knoll             | Sem transmissão na rádio         | Katharina Bellowitsch | Inglês           | Viena          |                              |
| 2016   | Andi Knoll             | Sem transmissão na rádio         | Katharina Bellowitsch | Inglês           | Viena          | Distrito financeiro de Viena |
| 2017   | Andi Knoll             | Sem transmissão na rádio         | Kristina Inhof        | Inglês           | Viena          | Distrito financeiro de Viena |
| 2018   |                        | Sem transmissão na rádio         |                       |                  |                |                              |

## Maestros
| Ano(s) | Maestro              |
| ------ | -------------------- |
| 1957   | Carl de Groof        |
| 1958   | Willy Fantel         |
| 1959   | Franck Pourcel       |
| 1960   | Robert Stolz         |
| 1961   | Franck Pourcel       |
| 1962   | Bruno Uher           |
| 1963   | Erwin Halletz        |
| 1964   | Johannes Fehring     |
| 1965   | Gianni Ferrio        |
| 1966   | Hans Hammerschmid    |
| 1967   | Johannes Fehring     |
| 1968   | Robert Opratko       |
| 1969   | Não participou       |
| 1970   | Não participou       |
| 1971   | Robert Opratko       |
| 1972   | Erich Kleinschuster  |
| 1973   | Não participou       |
| 1974   | Não participou       |
| 1975   | Não participou       |
| 1976   | Erich Kleinschuster  |
| 1977   | Christian Kolonovits |
| 1978   | Richard Österreicher |
| 1979   | Richard Österreicher |
| 1980   | Richard Österreicher |
| 1981   | Richard Österreicher |
| 1982   | Richard Österreicher |
| 1983   | Richard Österreicher |
| 1984   | Richard Österreicher |
| 1985   | Richard Österreicher |
| 1986   | Richard Österreicher |
| 1987   | Richard Österreicher |
| 1988   | Harald Neuwirth      |
| 1989   | Sem maestro          |
| 1990   | Richard Österreicher |
| 1991   | Richard Österreicher |
| 1992   | Leon Ives            |
| 1993   | Christian Kolonovits |
| 1994   | Hermann Weindorf     |
| 1995   | Michael F. Kienzl    |
| 1996   | Mischa W. Krausz     |
| 1997   | Sem maestro          |
| 1998   | Não participou       |

### Maestros anfitriões
| Ano(s) | Maestro          |
| ------ | ---------------- |
| 1967   | Johannes Fehring |

## Historial de votos (1957-2017)
| Áustria deu mais pontos a: | Áustria deu mais pontos a: | Áustria deu mais pontos a: |
| Rank                       | País                       | Pontos                     |
| -------------------------- | -------------------------- | -------------------------- |
| 1                          | Reino Unido                | 188                        |
| 2                          | Irlanda                    | 176                        |
| 3                          | Suécia                     | 168                        |
| 4                          | França                     | 143                        |
| 5                          | Suíça                      | 134                        |

| Áustria recebeu mais pontos de: | Áustria recebeu mais pontos de: | Áustria recebeu mais pontos de: |
| Rank                            | País                            | Pontos                          |
| ------------------------------- | ------------------------------- | ------------------------------- |
| 1                               | Reino Unido                     | 127                             |
| 2                               | Irlanda                         | 126                             |
| 3                               | Bélgica                         | 111                             |
| 3                               | França                          | 111                             |
| 5                               | Suíça                           | 110                             |

## Prémios recebidos

### Marcel Bezençon Awards
| Ano  | Categoria       | Canção                | Artista(s)     |
| ---- | --------------- | --------------------- | -------------- |
| 2014 | Prémio Imprensa | "Rise Like a Phoenix" | Conchita Wurst |

### OGAE
| Ano  | Canção                | Artista(s)     | Classificação OGAE | Resultado OGAE |
| ---- | --------------------- | -------------- | ------------------ | -------------- |
| 2014 | "Rise Like a Phoenix" | Conchita Wurst | 4º                 | 221            |